# 시라성
시라성은 대한민국의 가수다.

## 방송
- 트롯 전국체전 (2020) - Top87

## 음반
- 세금타령 (2020)